# 273E busz (Budapest)
A budapesti 273E jelzésű autóbusz 2008-ban közlekedett, a Keleti pályaudvarról biztosított gyors eljutási lehetőséget az újpalotai Pólus Centerhez. A vonalat a Budapesti Közlekedési Zrt. üzemeltette.

## Története
2008. augusztus 21-én a Pólus-busz jelzése 273E-re módosult, majd 4 hónap múlva, december 31-én megszűnt a járat, a Pólus Centerhez a 224-es busz tért be.

## Útvonala
| Újpalota, Pólus Center felé                                                                                      | Keleti pályaudvar felé |
| --- | --- |
| Keleti pályaudvar M vá. – Thököly út – Csömöri út – Drégelyvár utca – Nyírpalota út – Újpalota, Pólus Center vá. | Újpalota, Pólus Center vá. – Nyírpalota út – Drégelyvár utca – Csömöri út – Thököly út – Dózsa György út – Verseny utca – Keleti pályaudvar M vá. |

## Megállóhelyei
| 0  | Keleti pályaudvar M végállomás    | 19 | 7, 7E, 20E, 30, 30A, 95, 173, 173E, 178, 178A 73, 76, 78, 79, 80, 80A 24 Budapest-Keleti |
| 4  | Zugló vasútállomás                | 14 | 5, 7, 7E, 173, 173E 1, 1A 72 Budapest-Zugló                                              |
| 9  | Bosnyák tér                       | 10 | 7, 7E, 32, 124, 125, 173, 173E, 277 3, 62, 62A                                           |
| 18 | Vásárcsarnok                      | 2  | 46, 96, 130, 146, 173, 173E, 196, 196A, 224, 296 69                                      |
| 20 | Újpalota, Pólus Center végállomás | 0  | 224                                                                                      |